# امامزاده خانم گرجی

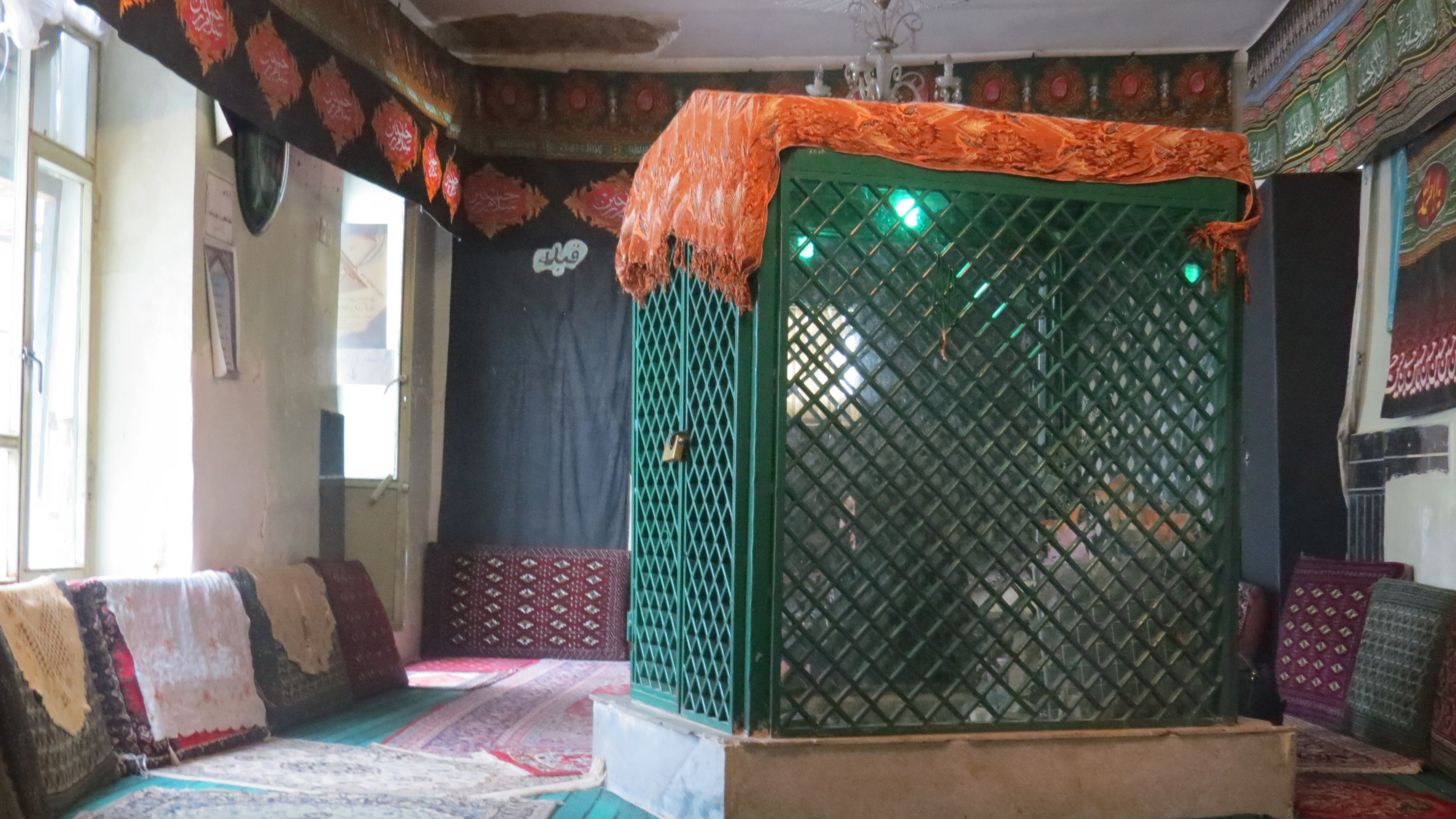
بقعه بی بی گرجی. همدان

امامزاده گرجی یا خانم گرجی در شمال غربی شهر همدان در محلهٔ بن بازار در کنار بلوار سپاه فعلی و در کوچهٔ جنگلی‌ها قرار دارد. مردم صاحب مرقد را دختر امام موسی بن جعفر می‌شناسند. ولی از نام زیارت‌گاه چنین بر می‌آید که بانوی عالیقدری از خاندانی بزرگ شاید دور از وطن خویش درگذشته و تقوی و بزرگی این بانو موجب شده که مزارش زیارت‌گاهی برای مردم همدان باشد.